# 四门桥
四门桥（闽东语霞浦话：θi35 moŋ42 kiu22），位于中国福建省霞浦县北壁乡四门桥村，为一个霞浦县级文物保护单位，类型为古建筑。
四门桥建立于五代时期（约909年—923年之间），赵氏仙娘在南韩庄（今四门桥村）一带围垦田地，修筑四门塘闸，今称作四门桥。